# 秋山川 (栃木県)
秋山川（あきやまがわ）は、栃木県佐野市を流れる利根川水系渡良瀬川支流の一級河川である。

## 地理
栃木県佐野市秋山町の群馬県みどり市との境界に位置する氷室山に源を発する、佐野市街地を南へ流れ、佐野市船津川町で渡良瀬川に合流する。
氷室山から約2キロメートル東に下った源流付近に落差40メートルの猿岩の滝がある。

## 支流
- 仙波川
- 小曾戸川 - 葛生駅付近で秋山川に合流する全長4,500メートルの河川

## 橋梁
- 名称不明（大荷場木浦沢林道）
- 名称不明（栃木県道200号秋山葛生線）
- 今倉橋
- 落倉橋
- 名称不明
- 名称不明（栃木県道200号秋山葛生線）
- 小屋橋
- 名称不明
- 古越路橋（栃木県道345号葛生船越線）
- 葛生大橋（国道293号）
- 安久渡橋
- 天神橋（栃木県道210号柏倉葛生線）
- （東武佐野線）
- 安蘇川橋（栃木県道126号栃木田沼線
- 京路戸橋
- 多田大橋（栃木県道144号多田吉水線）
- 唐沢橋（栃木県道115号田沼唐沢山公園線）
- 北関東自動車道
- 田之入橋
- 斉盟橋（栃木県道16号佐野田沼線）
- （東武佐野線）
- 朱雀大橋
- 堀米橋（栃木県道237号赤見本町線）
- 天神大橋
- （両毛線）
- 大橋（群馬県道・栃木県道67号桐生岩舟線）
- 中橋[3]
- 天明大橋
- 赤坂鷹部屋橋
- 海陸橋
- （小橋）
- 新海陸橋（栃木県道270号佐野環状線）
- （東武佐野線）
- 秋山川橋（国道50号）
- 大古屋橋
- 伊保内橋
- 伊保内新橋
- 船津川橋